# ای‌ال‌ای ۰۷
ای‌ال‌ای ۰۷ یا الا ۰۷ (به انگلیسی: ELA 07) یک بالگرد ۲ نفره است که مسافر در صندلی پشت سر خلبان قرار می‌گیرد. این هواگرد طراحی و ساخت صنایع هوانوردی ای‌ال‌ای کوردوبا، اندلس کشور اسپانیا می‌باشد.

## مشخصات ای‌ال‌ای ۰۷ کوگر (شیر کوهی)

### مشخصات کلی
- خدمه: ۱ خلبان
- ظرفیت: ۱ مسافر
- وزن خالی: ۲۵۰ کیلوگرم (۵۵۱ پوند)
- حداکثر وزن برخاست: ۴۵۰ کیلوگرم (۹۹۲ پوند)
- ظرفیت سوخت: ۷۵ لیتر (۲۰ گالن ایالات متحده)
- موتور: یک موتو پیستونی Rotax 912ULS چهار سیلندر چهار زمانه خنک شونده با هوای مایع
- قدرت موتور: ۷۵ کیلو وات (۱۰۱ اسب بخار)
- قطر روتور اصلی: ۸٫۲۳ متر (۲۷ فوت)

### کارایی
- حداکثر سرعت: ۱۸۵ کیلومتر بر ساعت (۱۱۵ مایل بر ساعت؛ ۱۰۰ KN)
- سرعت کروز: ۱۴۰ کیلومتر بر ساعت (۸۷ مایل بر ساعت؛ ۷۶ KN)
- خطر تجاوز سرعت: ۱۷۵ کیلومتر بر ساعت (۱۰۹ مایل بر ساعت؛ ۹۴ KN)
- محدوده: ۴۰۰ کیلومتر (۲۴۹ مایل؛ ۲۱۶ NMI)
- نرخ صعود: ۵ متر بر ثانیه (۹۸۰ فوت بر دقیقه)

## کاربران
ایران

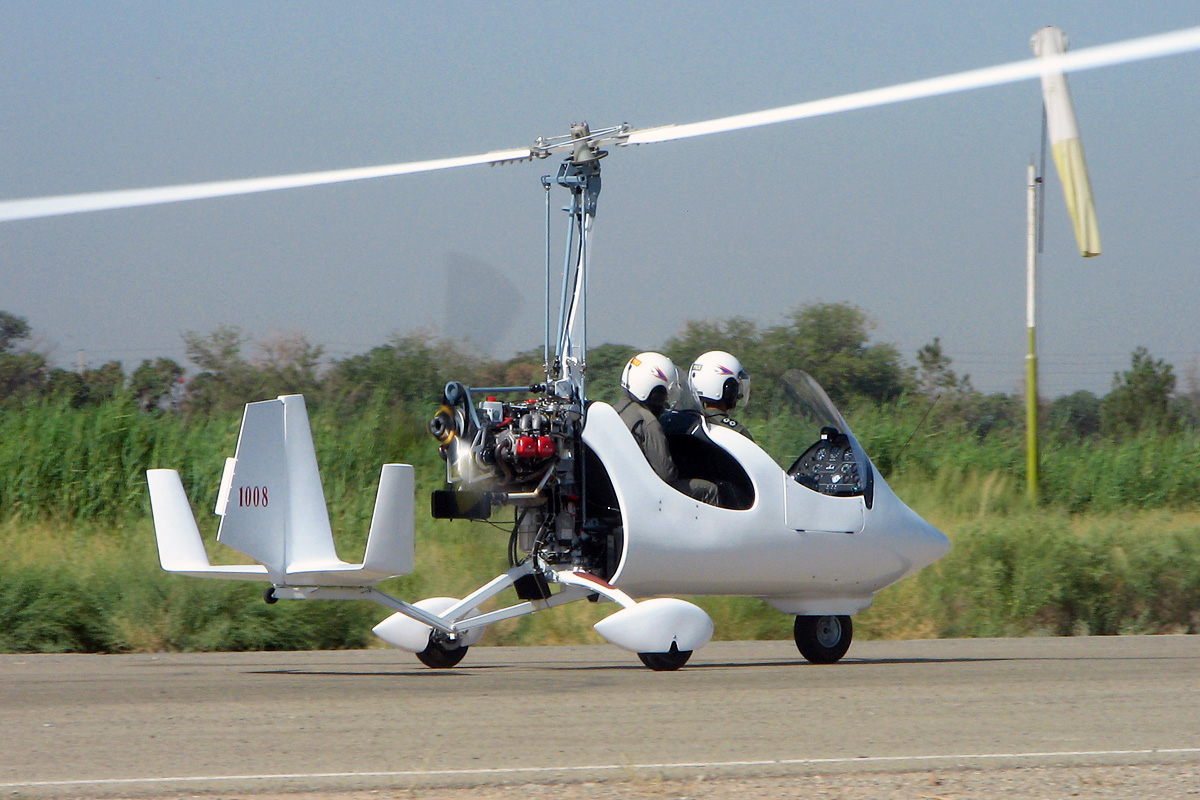
ای‌ال‌ای ۰۷ پلیس ایران در فرودگاه فیروزآباد

- ۱۰ فروند ای‌ال‌ای ۰۷اس در خدمت پلیس ایران مستقر در در فرودگاه فیروزآباد